# 레베카 홀든

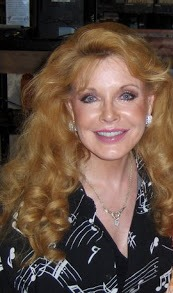

레베카 홀든(Rebecca Holden, 1958년 6월 12일 ~ )은 미국의 배우, 영화 제작자, 가수, 모델, 작곡가 겸 작사가이다.
댈러스에서 태어났다.

## 출연 작품
- 나이트 칠스 (2001년)
- Foolish (1999)
- 시스터후드 (1988년)
- 전격 Z작전 (1982년)
- 총알탄 사나이 - TV 시리즈 (1982년)